# Schone boomloper
De schone boomloper (Margarornis bellulus) is een zangvogel uit de familie Furnariidae (ovenvogels).

## Verspreiding en leefgebied
Deze soort is endemisch in oostelijk Panama.

## Status
De grootte van de populatie is niet gekwantificeerd maar de soort wordt omschreven als schaars. De trend lijkt stabiel maar het kleine verspreidingsgebied maakt deze soort kwetsbaar voor mogelijk habitatverlies. Op de Rode lijst van de IUCN heeft deze soort daarom de status gevoelig.